# Hørsholm Amt
Hørsholm Amt var et dansk amt.
Hørsholm Birk, der hørte til Kronborg Len, blev i 1660 overdraget Dronning Sophie Amalie på livstid. 1. januar 1685 blev det lagt ind under Københavns Amt, men var fra 1700 under Kronborg Amt. 25. januar 1701 blev Hørsholm overdraget til Dronning Louise og blev efter hendes død givet til Kronprins Christian (VI) 1725. Efter sin tronbestigelse 1730 gav kongen den sydlige halvdel af Lynge-Kronborg Herred med Hørsholm samt Karlebo, Birkerød og Blovstrød Sogne til sin ægtefælle Dronning Sophie Magdalene, som residerede på Hirschholm Slot. Efter dronningens død 27. maj 1770 faldt amtet tilbage til Kronen og blev fra 10. september 1771 bestyret i forening med Kronborg og Frederiksborg Amter. 1805 blev amtet nedlagt.

## Amtmænd
- 1730-1737: Frederik Christian Raben
- 1738-1749: Victor Christian von Plessen
- 1750-1771: Conrad Christian Dauw
- 1771-1805: Heinrich von Levetzow